# Boscarla de Rodrigues
La boscarla de Rodrigues (Acrocephalus rodericanus) és una espècie d'ocell de la família dels acrocefàlids (Acrocephalidae) que habita matolls de l'illa Rodrigues, a les Mascarenyes.